# Escudo térmico
Um escudo térmico, também conhecido por escudo de calor, é projetado para proteger uma substância da absorção excessiva de calor, proveniente de uma fonte externa, por dissipação, reflexão ou simplesmente absorvendo-o.

## Usos

### Automotivo
Devido às grandes quantidades de calor emitido pelos motores de combustão interna, escudos de calor são usados na maioria dos motores para proteger componentes e a carroceria de danos causados pelo calor. Além de proteção, um escudo térmico eficaz pode trazer benefícios ao desempenho, reduzindo as temperaturas sob o capô, reduzindo assim a temperatura de entrada do ar. Escudos de calor variam muito de preço e, na maioria, são fáceis de instalar, geralmente por grampos de aço inoxidável ou de fita de alta temperatura.
Existem dois tipos principais de escudo térmico automotivo:
- O Escudo Térmico Rígido vinha, até há pouco tempo, sendo feito a partir de aço maciço, mas agora é freqüentemente feito a partir de alumínio. Alguns escudos térmicos rígidos de alta qualidade são feitos de folha de alumínio ou outros compostos, com revestimento de uma barreira térmica de cerâmica para melhorar o isolamento.
- O Escudo Térmico Flexível é normalmente feito a partir de chapa fina de alumínio, vendida plana ou em rolo, e é dobrado com a mão, pelo montador. Escudos térmicos flexíveis de alto desempenho às vezes incluem extras, tais como isolamento cerâmico aplicado via Metalização. Estes últimos produtos são comuns em competições automobilísticas de ponta, como a Fórmula 1.

Como resultado, escudos térmicos são muitas vezes usados por amadores e profissionais em modificações de motores.
Eles também podem ser utilizados como placas removíveis e dobráveis em janelas, para evitar que o carro esquente muito.

### Espaço

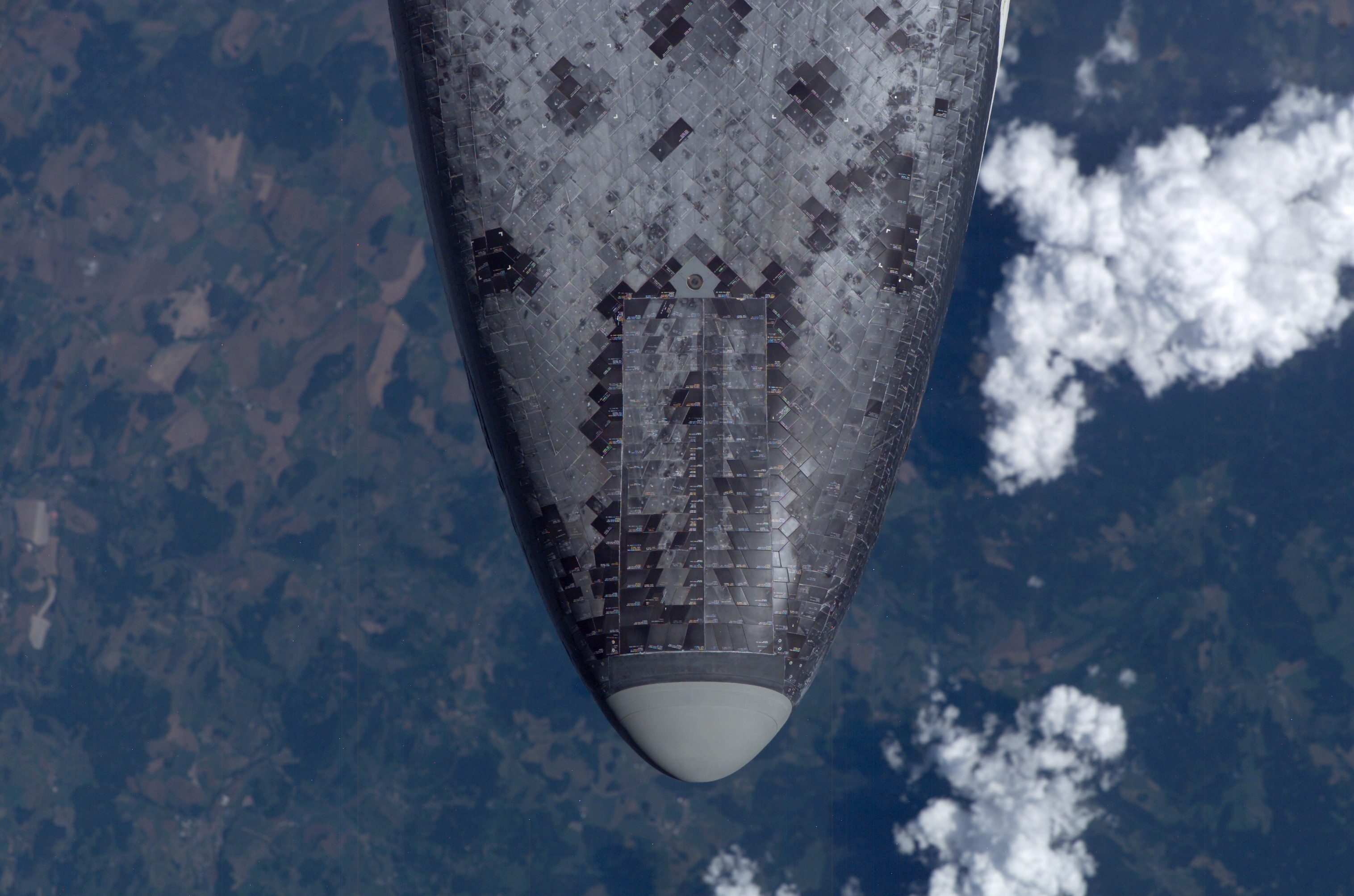
Escudo Térmico Absorvente Aerodinâmico usado no ônibus espacial Discovery.

Naves espaciais que pousam em um corpo com uma atmosfera, tais como a Terra, Marte e Vênus, atualmente o fazem entrando em altas velocidades, dependendo do atrito, em vez da força de foguetes para retardar o veículo. Um efeito colateral disso é o aquecimento aerodinâmico, o qual, no caso de uma reentrada na Terra (ou em Vênus) pode ser destrutivo. Um escudo de calor aerodinâmico consiste de uma camada protetora de materiais especiais para dissipar o calor.
Dois tipos básicos de proteção térmica aerodinâmica têm sido utilizados:
- Um Escudo Térmico Ablativo consiste de uma camada de resina plástica, cuja superfície exterior é aquecida ao estado de gás, o que transporta o calor para fora por convecção. Tais escudos foram usados nas naves espaciais Mercury, Gemini e Apollo.
- Um Escudo Térmico Absorvente usa um material isolante para absorver e irradiar o calor para longe da estrutura do veículo espacial. Este tipo foi usado no ônibus espacial, e consistia em telhas de composto ou cerâmica sobre a maior parte da superfície do veículo, com material de carbono-carbono reforçado nos pontos de maior carga de calor, o nariz e os bordos de ataque das asas. Danos a este material em uma asa causaram o Desastre do ônibus espacial Columbia, em 2003.

Algumas naves espaciais também usam um escudo de calor (no sentido automotivo convencional) para proteger os tanques de combustível e equipamentos do calor produzido pelo motor de um foguete de grande porte. Tais escudos foram utilizados no Módulo de Serviço da Apollo e no Estágio de Descida do Módulo Lunar.

### Indústria
Escudos de calor são muitas vezes utilizados para proteger componentes sensíveis ao calor utilizados em vários processos industriais.

### Armas de Fogo

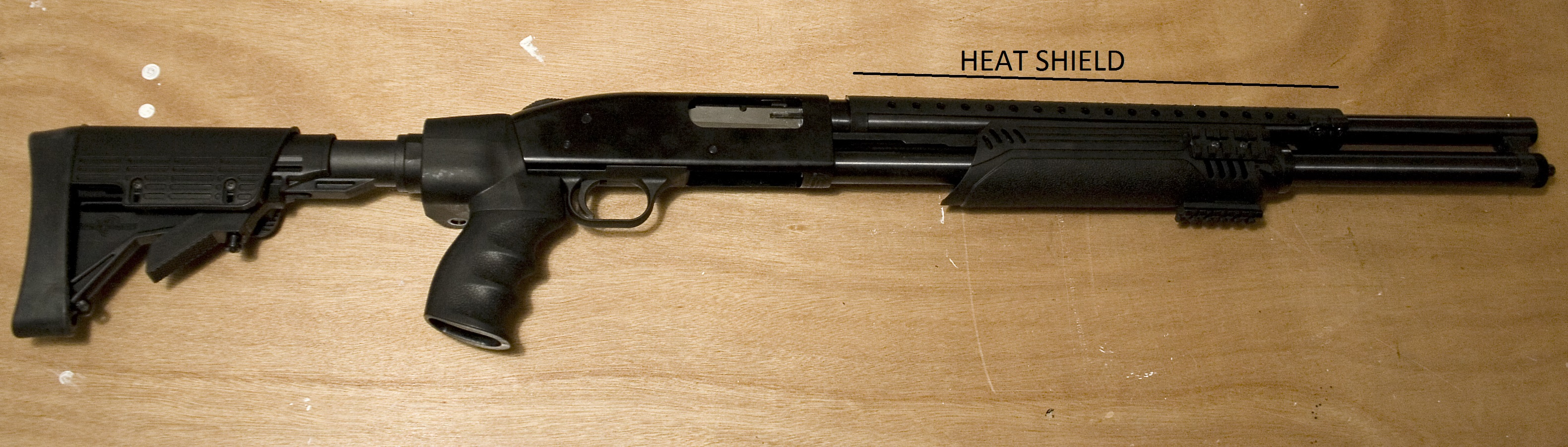
Escopeta equipada com escudo térmico.

Escudos de calor são freqüentemente aplicados em rifles semi-automáticos ou automáticos e escopetas, a fim de proteger as mãos do usuário do calor causado por disparar tiros em rápida sucessão.

### Roupas

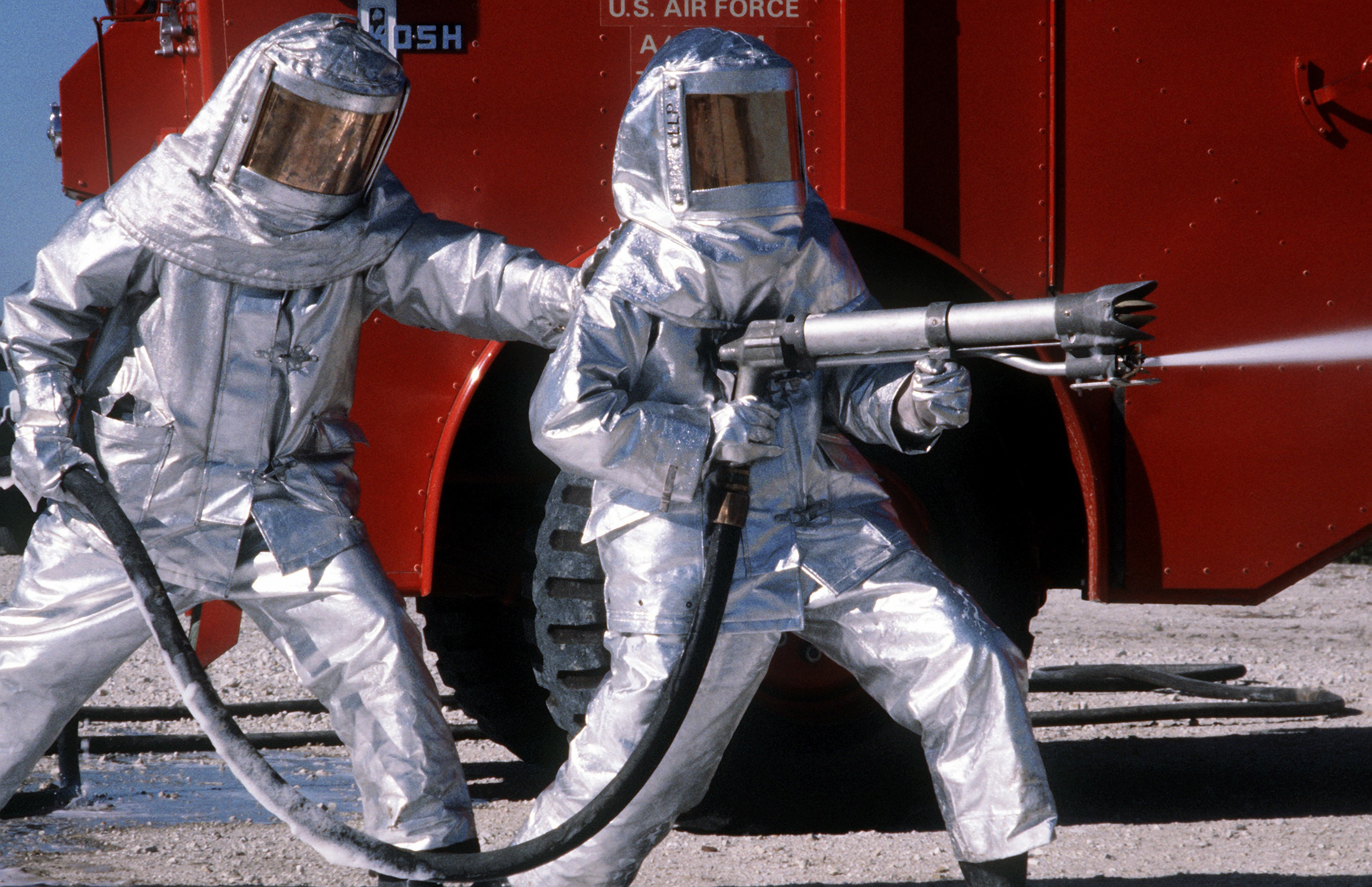
Bombeiros usando roupas aluminizadas em treinamento contro incêndio.

Escudos térmicos são muitos usados em roupas de proteção térmica, como as roupas aluminizadas, necessárias em diferentes setores industriais (especialmente siderurgia). Estas são usadas para a proteção de operários da radiação térmica proveniente de diferentes fontes de calor. Além disso, são amplamente útilizadas por bombeiros para a proteção do calor proveniente de um incêndio.

### Doméstico

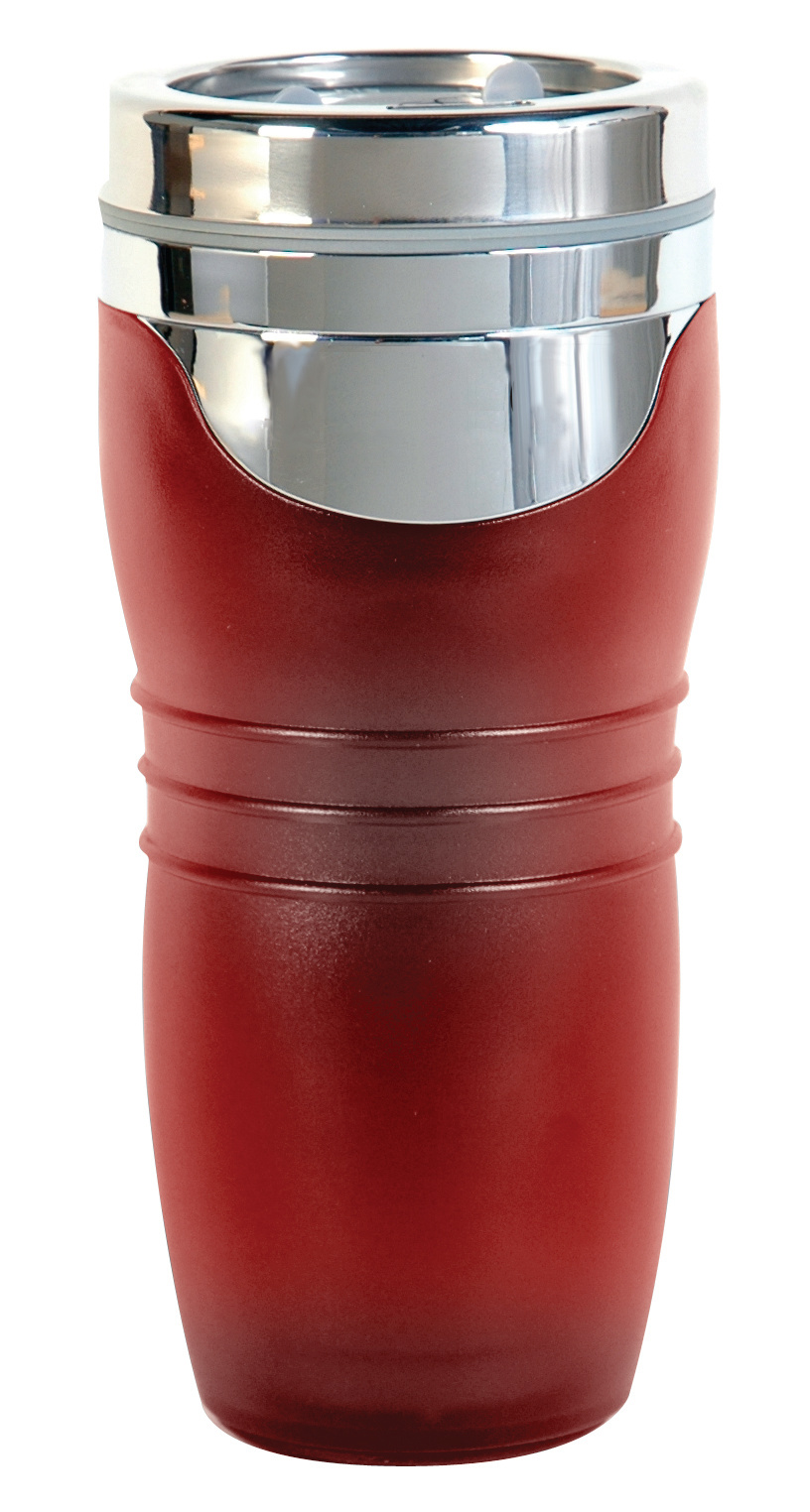
Xícara Térmica, que evita grande parte da perda de calor de seu conteúdo.

Escudos Térmicos possuem inúmeros usos domésticos. Eles são muito utilizados em garrafas e xícaras térmicas, tanto para evitar que o usuário se queime quanto para que o conteúdo não perca sua temperatura original. Outro uso comum de escudos térmicos é em aquecedores de água, cuja presença do mesmo se torna necessária para evitar o superaquecimento das partes internas do aparelho, como também dano as qualquer objeto ou a parede adjacente ao aquecedor.

## Futuro

### Escudos térmicos magnéticos
Uma possibilidade para escudos térmicos futuros são os escudos magnéticos, que utilizarão ímãs supercondutores para defletir o plasma. Sendo que a principal aplicação relacionada a esse tipo de proteção, é aeroespacial, para ser usado durante a reentrada.

### Aerogel
Atualmente, o aerogel é um dos melhores isolantes térmicos, devido ao fato de serem 90% compostos de gáses, o que o torna um bom candidato como um dos principais escudos térmicos do futuro. Porém, alguns fatores, como sua friabilidade e seus elevados custos de produção dificultam sua popularização.

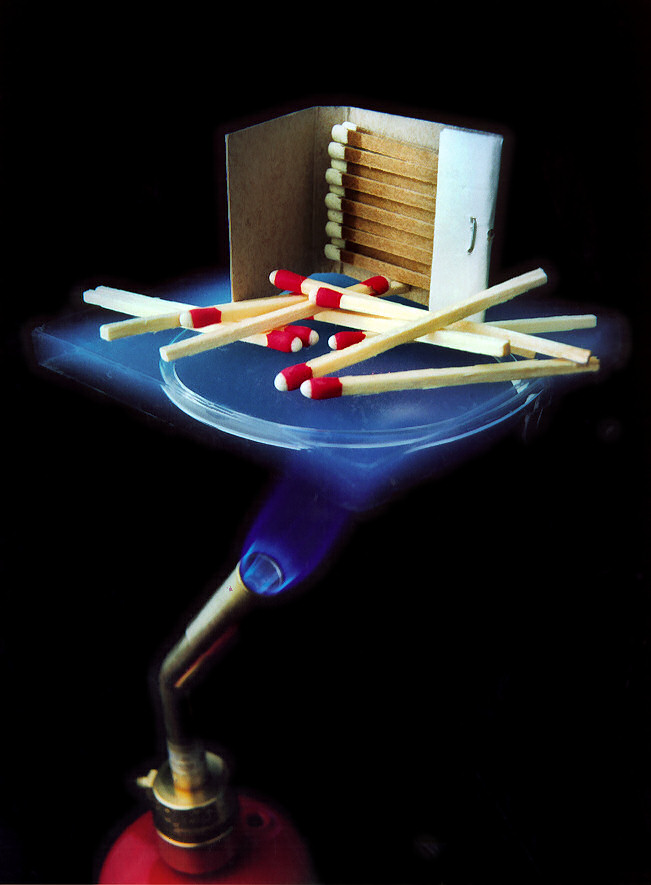
Na foto, fósforos separados de uma chama pelo aerogel não sofrem dano nenhum.